# Kazuyoshi Nakamura
Kazuyoshi Nakamura (Prefettura di Shizuoka, 8 aprile 1955) è un ex calciatore giapponese, di ruolo attaccante.

## Statistiche

### Presenze e reti nei club
| Stagione | Squadra | Campionato | Campionato | Campionato |
| Stagione | Squadra | Comp       | Pres       | Reti       |
| -------- | ------- | ---------- | ---------- | ---------- |
| 1978     | Fujitsu | JSL1       | 11         | 3          |
| 1979     | Fujitsu | JSL2       | ?          | ?          |
| 1980     | Fujitsu | JSL2       | ?          | ?          |
| 1981     | Fujitsu | JSL2       | ?          | ?          |
|          | Totale  |            | 11+        | 3+         |